# Конгари (национальный парк)
Конгари (англ. Congaree National Park) — национальный парк на севере штата Южная Каролина, США, в 30 км к юго-востоку от города Колумбия.
Главной достопримечательностью Конгари является единственный сохранившийся участок реликтовых темнохвойных лесов на юго-востоке страны. Через весь парк над болотами проложен деревянный помост, для того, чтобы туристы могли совершать прогулки и походы. Также здесь разрешено устраивать кемпинги, ходить на байдарках, каноэ и каяках.
Здесь обитает рысь, чёрный медведь, койот, кабан, олень, черепахи, аллигаторы, змеи.